# Прамоло
Прамоло (итал. Pramollo) је насеље у Италији у округу Торино, региону Пијемонт.
Према процени из 2011. у насељу је живело 258 становника. Насеље се налази на надморској висини од 1071 м.

## Становништво
Према резултатима пописа становништва 2011. у општини је живело 242 становника.
| 1931. | 1936. | 1951. | 1961. | 1971. | 1981. | 1991. | 2001. | 2011. |
| ----- | ----- | ----- | ----- | ----- | ----- | ----- | ----- | ----- |
| 1.002 | 969   | 847   | 703   | 502   | 358   | 285   | 258   | 242   |